# اترتون (ایندیانا)
اترتون (به انگلیسی: Atherton) یک منطقهٔ مسکونی در ایالات متحده آمریکا است که در شهرستان ویگو، ایندیانا واقع شده‌است. اترتون ۱۶۱ متر بالاتر از سطح دریا واقع شده‌است.